# 방만춘 (수호전)
방만춘(龐萬春)은 중국의 사대기서(四大奇書) 중 하나인 《수호전》(水滸傳)에 등장하는 인물로, 방랍(方臘) 휘하의 무장이다. 별호는 소양유기(小養由基)로 '양유기(養由基)'는 전국시대 초(楚)나라의 무장으로 활의 명수이다. 양유기의 활솜씨와 비견된다는 뜻의 방랍군 최고의 활의 명수. 은밀히 같은 활의 명수인 화영에게 경쟁심을 품고 있었다. 118회에 처음 등장한다.

## 생애
방만춘이 처음 등장하는 것은 양산박군이 흡주를 공격할 때 흡주로 통하는 관문인 욱령관(昱嶺關)에서 부장 뇌형, 계직과 함께 수비하였다. 척후로 온 사진, 석수, 진달, 양춘, 설영, 이충 등 6명의 두령이 오자 매복하고 있다가 공격하는데 방만춘은 활로 관문에 접근한 사진의 목을 꿰뚫어 죽이고, 다시 일제히 화살비를 퍼부어 석수와 다른 두령들을 전사시켰다. 그러나 은밀히 잠입한 시천에게 불이 나 관문이 혼란에 빠졌고, 그 틈을 타 양산박군에게 공격당하여 뇌형과 계직은 붙잡히지만 방만춘은 왕인이 있는 흡주성으로 달아난다. 이후 흡주에서 5천 군사를 이끌고 양산박군을 맞아 구붕과 일대일로 붙는데 일부러 도주하였고, 쫓아오는 구붕을 돌아보며 화살을 쏜다. 구붕이 맨손으로 활을 잡지만 곧바로 방만춘은 두번째 화살을 쏘아 구붕을 사살하고, 군사를 몰아 장청을 죽이고 양산박군을 격퇴한다. 그리고 그날 밤 야습을 시도하지만 이를 눈치챈 주무가 매복시킨 양산박군에게 당하고, 탕륭에게 붙잡혀 처형된다.

## 같이 보기
- 수호전
- 방랍
- 왕인
- 화영
- 사진
- 구붕
- 주무
- 탕륭